# Xilepa
Xilepa är en ort i Mexiko.   Den ligger i kommunen Pahuatlán och delstaten Puebla, i den sydöstra delen av landet, 140 km nordost om huvudstaden Mexico City. Xilepa ligger 1 024 meter över havet och antalet invånare är 183.
Terrängen runt Xilepa är bergig åt sydost, men åt nordväst är den kuperad. Xilepa ligger nere i en dal. Runt Xilepa är det ganska tätbefolkat, med 230 invånare per kvadratkilometer. Närmaste större samhälle är Huauchinango, 17,6 km sydost om Xilepa. I omgivningarna runt Xilepa växer i huvudsak blandskog.